# Historia de Zamora Chinchipe

## Conquista
Al parecer el primer contacto de los indígenas con los españoles se dio en la cuenca del río Mayo-Chinchipe, en una de las expediciones de Gonzalo Pizarro. Esta región era conocida como Bracamoros, por la cultura indígena del mismo nombre que habitaba ahí. 
Durante las diferentes incursiones hispánicas a las dos principales cuencas de la provincia, se conoció la abundancia en oro y la belleza natural que asombro tanto quedando en leyendas que hasta ahora se recuerdan de ciudades como Valladolid, personajes como Naya o La Chapetona, minas de Chito, entre otras. De las minas los españoles nos mencionan la explotación de las minas del Cerro Morcillo, Chito y San José en la cuenca del Chinchipe; y las minas de Iravinza y Nambija en la cuenca del Zamora. 
Existe contradicción en el año de la fundaciónS de las ciudades españolas en esta provincia. Se supone que las primeras fundaciones se dieron en las expediciones enviadas por Pedro de la Gasca para pacificar al Perú, después de las guerras civiles que azotaban esta nación. Simultáneamente en el mismo año dos grupos: uno comandado por Alonso de Mercadillo en compañía de Hernando de Benavente y Hernando de Barahona se internaron en la gran cuenca del río Zamora, conocida como Yaguarzongo, después de pasar por Morona Santiago. Se conjetura que el 4 de octubre de 1549, Hernando de Barahona fundó el poblado de Zamora de los Alcaides cerca de Suapaca, en la confluencia de los ríos Zamora y Yacuambi. El otro grupo comandado por Diego de Palominos ingresó a la cuenca del río Mayo-Chinchipe, siendo Juan de Salinas quien fundó las ciudades de Valladolid, Loyola, Yaza, Santa María de las Nieves, Sevilla de Oro, Nueva Andalucía y San Francisco de Borja, en diferentes años. Salinas llegó a tener siete ciudades las cuales fueron destruidas por los levantamientos de los bracamoros. Durante estos viajes Salinas y Palominos pasaron al Perú fundando más poblados y conquistando otros territorios. 
Durante el periodo de la Colonia Española, algunos científicos como Charles Marie de la Condamine, atravesaron la provincia durante sus expediciones en 1743. En el año de 1781 los españoles atraídos por la explotación del oro, hicieron un segundo intento por recolonizar la provincia, pero les fue imposible dominar a los indígenas.

## Última colonización
No se puede establecer a ciencia cierta cuando llegaron los primeros colonos mestizos y blancos a nuestra provincia, pero los datos más antiguos nos dan a conocer que a finales de la cuarta década del siglo XIX, la cuenca del río Mayo-Chinchipe ya estuvo poblada por colonos llegados desde Loja y Perú.
El actual asentamiento humano conocido como Zamora, no se restableció definitivamente por colonos mestizos y blancos hasta el 12 de marzo de 1921 fecha cuando resurgió el Vicariato Apostólico de Zamora, después de muchos intentos frustrados por los ataques y sublevaciones de los shuar. 
Al parecer la primera población se estableció en 1840, pero al parecer se extinguió con el tiempo.
En 1850 un grupo de colonos descubrieron las ruinas de la primera fundación española de Zamora. 
La colonización también ingresó desde la provincia del Azuay hacia el cantón Yacuambi, donde llegaron los Saraguros y unos pocos mestizos.
En 1910 la parroquia Zamora se convierte en cabecera cantonal del cantón Zamora en la gran Provincia de Oriente de este entonces. El 15 de diciembre de 1920 se crea la provincia de Santiago Zamora, la que constaba de los cantones Zamora, Morona, Chinchipe y Macas. Los cantones Zamora y Chinchipe estaban conformados por tres parroquias cada uno. Cabe destacar que el 5 de enero de 1921 se creó el cantón Yacuambi, para la provincia de Santiago Zamora. 
En el año 1941 parte de la provincia que estaba deshabitada y el país son invadidos por el Perú, con la consiguiente pérdida de mucho territorio que cesó el 29 de enero de 1942 con la firma del Protocolo de Río de Janeiro, en Brasil. Después de la guerra de 1941 se aceleró la migración forzada de campesinos y ciudadanos empobrecidos debido a las sequías en la provincia de Loja, ciudadanos que reorganizaron y contribuyeron a colonizar muchas áreas de la provincia que todavía se encontraban despobladas.

## Vida provincial
El proceso y la idea de la creación de la actual provincia tomo 12 años de espera, pero gracias a la incansable gestión del lojano Benjamín Carrión, el 8 de enero de 1953 se creó definitivamente la provincia de Zamora Chinchipe por división de la provincia de Santiago Zamora, mediante decreto legislativo publicado en el Registro Oficial Nº 360 del 10 de noviembre de 1953. La provincia de Zamora Chinchipe estuvo conformada por tres cantones que eran Zamora, Chinchipe y Yacuambi.A pesar de no tener un acceso de vía carrozable y solo comunicación con el resto del país por medio de un camino de herradura desde Loja. En 1962 se abrió la primera carretera desde Loja hasta cerca de Sabanilla. 
El redescubrimiento del oro durante la década de los 80s, principalmente en las minas de Nambija, atrajo la llegada de una nueva ola migratoria venida de todo el Ecuador y marcó un leve impulso económico para el desarrollo de la capital de la provincia.
En 1981 la tensión con Perú regresa, siendo la provincia escenario de un enfrentamiento bélico por el río Cenepa en la Cordillera del Cóndor, los enfrentamientos se dieron en las localidades de Paquisha, Mayaycu y Manchinaza. En 1995 los enfrentamientos continuaron y en 1998 el conflicto bélico termina definitivamente con la firma del Acuerdo de Paz entre Ecuador y Perú, obteniendo la provincia su delimitación definitiva con el vecino país del sur, y la pérdida del área del río Cenepa actual provincia de Condorcanqui en Perú.